# Ben Kingsley
Ben Kingsley (rođen 31. prosinca 1943.), britanski glumac. Vjerojatno je najpoznatiji po ulozi  Mahatme Gandhija u filmu Gandhi Richarda Attenborougha iz 1982. za koju je osvojio Oscar za najboljeg glavnog glumca.

## Životopis

### Rani život
Kingsley je rođen kao Krishna Bhanji u Scarboroughu, Yorkshire, Engleska, kao sin Ann Lyne Mary (djevojački Goodman), glumice i modela, i Rahimtulla Harjia Bhanjija, liječnika. Odrastao je u Pendleburyju, Salford, gdje je studirao na Salforskom sveučilištu. Nakon toga se preselio u Lancashire, gdje je studirao na koledžu Pendleton, koji je poslije postao dom Kazališta Ben Kingsley. Kingsley je glumačku karijeru započeo na pozornici Manchester Grammar Schoola, zajedno s  Robertom Powellom, ali ubrzo se preselio na film. Unatoč fokusiranosti na film, nastavio je nastupati u kazalištu, glumeći Moscu u produkciji Valpone, ili lisica  Bena Jonsona Petera Halla 1977. u Kraljevskom nacionalnom kazalištu. Tada je odlučio promijeniti ime iz Krishna Bhanji u Ben Kingsley, bojeći se da će mu strano ime biti smetnja u karijeri.

### Filmska i televizijska karijera
Kingsleyjeva prva uloga bila je sporedna u Strah je ključ 1972. Nastavio je nastupati u epizodnim ulogama na filmu i televiziji, uključujući uloge u sapunici Coronation Street i onu branitelja u dugogodišnjoj britanskoj sudskoj seriji Crown Court. Slavu je stekao nekoliko godina poslije, s ulogom  Mahatme Gandhija u filmu nagrađenom Oscarom,  Gandhi 1982. Publika se složila s kritikom, a Gandhi je postigao veliki komercijalni uspjeh. Kingsley je za portret Gandhija osvojio Oscar za najboljeg glavnog glumca.
Nakon toga se pojavljivao u brojnim ulogama, u filmovima kao što su Kornjačin dnevnik, Maurice, Pascali's Island, Without a Clue (kao  dr. Watson zajedno s  Michaelom Caineom kao  Sherlockom Holmesom), Osumnjičeni, Bugsy - za koji je zaradio nominaciju za Oscara za najboljeg sporednog glumca, Uhode, Dave, Potraga za Bobbyjem Fischerom, Schindlerova lista, Silas Marner, Djevojka i smrt, Ubojice među nama: Priča o Simonu Wiesenthalu, Posljednja pljačka, za koji je primio još jednu nominaciju za najboljeg sporednog glumca, Kuća pijeska i magle, za koji je osvojio još jednu nominaciju za najboljeg glumca.
1997. je posudio glas za videoigru Ceremony of Innocence. U srpnju 2006. je zaradio nominaciju za Emmyja za televizijski film Gđa. Harris, u kojem je igrao slavnog kardiologa Hermana Tarnowera, kojeg je ubila ljubavnica, Jean Harris. 2007. se pojavio kao poljsko-američki mafijaš u mafijaškoj komediji You Kill Me.

### Privatni život
Kingsley od ljeta 2007. ima četvero djece: Thomasa Bhanjija i Jasmine Bhanji s glumicom Angelom Morant, i Edmunda Kingsleyja i Ferdinanda Kinglseyja s kazališnom redateljicom Alison Sutcliffe, od kojih su oboje i sami postali glumci. 2005. se razveo od Alexandre Christmann nakon što su po internetu počele kružiti slike s njom kako se ljubi s drugim ljubavnikom. Trenutno živi u Spelsburyju, Engleska.
3. rujna 2007. se oženio s Danielom Barbosa de Carneiro, brazilskom glumicom.

## Filmografija
| Godina | Naslov                                         | Uloga                     | Bilješke                                          |
| ------ | ---------------------------------------------- | ------------------------- | ------------------------------------------------- |
| 1982.  | Gandhi                                         | Mahatma Gandhi            | Oscar za najboljeg glavnog glumca                 |
| 1983.  | Izdaja                                         | Robert                    | filmska verzija drame Harolda Pintera             |
| 1985.  | Silas Marner: The Weaver of Raveloe            | Silas Marner              |                                                   |
| 1985.  | Harem                                          | Selim                     |                                                   |
| 1986.  | Kornjačin dnevnik                              | William Snow              |                                                   |
| 1987.  | Tajna Sahare (TV)                              | Sholomon                  |                                                   |
| 1987.  | Maurice                                        | Lasker-Jones              |                                                   |
| 1988.  | Pascali's Island                               | Basil Pascali             |                                                   |
| 1988.  | Without a Clue                                 | Dr. John Watson           |                                                   |
| 1988.  | Svjedočanstvo - Priča o Šoštakoviču            | Dmitrij Šostakovič        |                                                   |
| 1989.  | Ubojice među nama - priča o Simonu Wiesenthalu | Simon Wiesenthal          |                                                   |
| 1990.  | Peti majmun                                    | Cunda                     |                                                   |
| 1991.  | Bugsy                                          | Meyer Lansky              | Nominacija za Oscar za najboljeg sporednog glumca |
| 1992.  | Uhode                                          | Cosmo                     |                                                   |
| 1993.  | Potraga za Bobbyjem Fischerom                  | Bruce Pandolfini          |                                                   |
| 1993.  | Dave                                           | Potpredsjednik Gary Nance |                                                   |
| 1993.  | Schindlerova lista                             | Itzhak Stern              |                                                   |
| 1994.  | Djevojka i smrt                                | Dr. Roberto Miranda       |                                                   |
| 1995.  | Vrsta                                          | Xavier Fitch              |                                                   |
| 1995.  | Josip                                          | Potiphar                  |                                                   |
| 1996.  | Na tri Kralja                                  | Feste                     | prema komadu Williama Shakespeara                 |
| 1997.  | Weapons Of Mass Distraction (TV)               | Julian Messenger          |                                                   |
| 1997.  | Zadatak: Uhvatite Šakala                       | Amos                      |                                                   |
| 1999.  | Alisa u zemlji čudesa (TV)                     | Bojnik Caterpillar        |                                                   |
| 1999.  | Priznanje                                      | Harry Fertig              |                                                   |
| 2000.  | S kojeg si ti planeta?                         | Graydon                   |                                                   |
| 2000.  | Ratna pravila                                  | Veleposlanik Mourain      |                                                   |
| 2000.  | Islam: Empire of Faith                         | Pripovjedač               | glas                                              |
| 2001.  | Anna Frank: Cijela priča                       | Otto Frank                |                                                   |
| 2001.  | Posljednja pljačka                             | Don Logan                 | Nominacija za Oscar za najboljeg sporednog glumca |
| 2001.  | Umjetna inteligencija                          | Specijalist               | glas                                              |
| 2002.  | Trijumf ljubavi                                | Hermokrat                 |                                                   |
| 2002.  | Besmrtna ljubav                                | Čovjek u žutom odijelu    |                                                   |
| 2003.  | Kuća pijeska i magle                           | Behrani                   | Nominacija za Oscar za najboljeg glavnog glumca   |
| 2004.  | Thunderbirds                                   | "The Hood"                |                                                   |
| 2004.  | Osumnjičeni                                    | Benjamin O'Ryan           |                                                   |
| 2005.  | Zvuk grmljavine                                | Charles Hatton            |                                                   |
| 2005.  | Oliver Twist                                   | Fagin                     |                                                   |
| 2005.  | Gđa. Harris                                    | Herman Tarnower           |                                                   |
| 2005.  | BloodRayne                                     | Kagan                     |                                                   |
| 2006.  | Obitelj Soprano                                | On sam                    |                                                   |
| 2006.  | Opaki igrači                                   | Rabin                     |                                                   |
| 2007.  | You Kill Me                                    | Frank Falenczyk           |                                                   |
| 2007.  | Posljednja legija                              | Merlin                    |                                                   |
| 2007.  | Deset zapovijedi                               | Pripovjedač               |                                                   |
| 2008.  | Opsesija                                       | David Kepesh              |                                                   |
| 2008.  | War, Inc.                                      | Walken                    |                                                   |
| 2008.  | Ljubavni guru                                  | Guru Tugginmypudha        |                                                   |
| 2008.  | The Wackness                                   | Dr. Squires               |                                                   |
| 2008.  | Transsiberian                                  | Grinko                    |                                                   |
| 2008.  | Fifty Dead Men Walking                         | Fergus                    |                                                   |

## Vanjske poveznice
- Ben Kingsley u internetskoj bazi filmova IMDb-u (engl.)
- Interview, 9/27/05, Cinema Confidential  Arhivirana inačica izvorne stranice od 11. lipnja 2007. (Wayback Machine)
- Interview, 9/22/05, Dark Horizons
- Interview, 7/28/04, IGN Films  Arhivirana inačica izvorne stranice od 26. srpnja 2006. (Wayback Machine)
- Interview, 12/03, About.com